# Aristida redacta
Aristida redacta är en gräsart som beskrevs av Otto Stapf. Aristida redacta ingår i släktet Aristida och familjen gräs. Inga underarter finns listade i Catalogue of Life.